# هنگ کنگ '۹۷
هنگ کنگ '۹۷ (به انگلیسی: Hong Kong '97) یک فیلم سینمایی آمریکایی در ژانر اکشن محصول سال ۱۹۹۴ میلادی به کارگردانی آلبرت پایون است.
داستان فیلم حول محور انتقال حاکمیت بر هنگ کنگ از انگلستان به جمهوری خلق چین چرخش دارد. یک قاتل چندین مقام بلندپایه چینی را به قتل می‌رساند و باید سریعاً قبل از این که خودش به قتل برسد از کشور خارج شود.

## بازیگران
- رابرت پاتریک در نقش رجینال کامرون
- بریون جیمز به عنوان سیمون الکساندر
- تیم تامرسون در نقش جک مک گرا
- مینگ-نا ون در نقش کیتی چون
- سلنا چائو تو به عنوان لی
- مایکل لی به عنوان چون
- اندرو دیوف در نقش مالکوم گودیلد